# Уиттинг, Стив
Стив Уиттинг (англ. Steve Witting; род. США) — американский актёр и режиссёр. Первую известность получил, снявшись в комедийном сериале 1980-х годов «Валери» (1987) в роли занудного друга Джейсона Бейтмана Берта. С тех пор он снялся в нескольких других сериалах и фильмах, включая «Бэтмен возвращается» (1992), «Хоффа» (1992) и «Остров проклятых» (2010). Режиссёрский дебют Уиттинга состоялся в 1991 году, он снял один из эпизодов сериала «Шаг за шагом». Уиттинг также сыграл главную роль в полномасштабной видеоигре для Sega Mega CD под названием Wirehead. Он также появился в фильме «Волк с Уолл-Стрит» (2013).
Уиттинг начал актёрскую деятельность, присоединившись к драматическому клубу средней школы Ричмонд-Хилл в одноименном районе Куинса, где его воодушевил Альфред Кристи, учитель, который руководил театром Хэмптон в Хэмптон-Бич, Нью-Гэмпшир. В 1977 году Уиттинг, которому в то время было 17 лет, переехал в Нью-Гэмпшир, чтобы работать подмастерьем в Hampton Playhouse. В это время Виттинг познакомился со своей будущей женой Рене Роджерс, которая также была ученицей в Hampton Playhouse. Много лет на протяжении всей своей карьеры Уиттинг возвращался в Хэмптонский театр в качестве актёра или режиссёра, пока театр не был снесён в 2001 году.

## Избранная фильмография
- Парень из «Фламинго» (1984) — Фрэнк
- Бэтмен возвращается (1992) — Джош
- Хоффа (1992) — Элиот Куксон
- Дэйв (1993) — Секретная служба № 1
- Каменный суп (1993) — Фрэнк
- Мэтлок (1993, сериал) — молодой Бен Мэтлок (эпизоды The Dame и The Diner)
- Третья планета от Солнца (1999) — Тед
- Поймай меня, если сможешь (2002) — менеджер
- Безумный спецназ (2009) — PSIC Worker # 1
- Остров проклятых (2010) — доктор
- Поймай толстуху, если сможешь (2013) — Карл, служащий автобусной станции
- Плохие слова (2013) — проктор в Spelling Bee
- Игры богов (2013) — Карл
- Волк с Уолл-стрит (2013) — прокурор SEC № 2
- Самая длинная неделя (2014) — Хозяин музея
- Семья Фэнг (2015) — искусствовед Джейкоб Дефорест
- В Филадельфии всегда солнечно (2016) — Уолли Шмидт
- Секретное досье (2017) — сотрудник NY Times